# Sangit Om

Sangit Om

Sangit Om (Sanskrit: Sangit = Musik, Om = der Klang der Stille) ist das Künstlerpseudonym des deutschen Musikers, Komponisten und Musikproduzenten Stefan Petersilge (* 13. Dezember 1954 in Kirchheim unter Teck). Stilistisch bewegen sich seine Kompositionen zwischen New Age- und World Music. Er benutzt sowohl orientalische Klänge und Instrumente, als auch Elemente europäischer, bzw. westlicher Musik.

## Leben
Stefan Petersilge studierte Komposition zunächst bei Hans Vogt an der Musikhochschule Mannheim-Heidelberg und später bei Ladislav Kupkovič an der Hochschule für Musik und Theater Hannover. Dort absolvierte er 1979 das Staatsexamen.
Nachdem er zunächst als Jazzpianist, Theaterkomponist und Studiomusiker arbeitete, interessierte er sich später für außereuropäische Musikkulturen, insbesondere für die indische Musik. Während mehrerer Reisen nach Indien lernte er die Bansuri, die indische Bambusflöte, zu spielen. In Griechenland erlernte er später griechischen Tanz und die kretische Lyra. 1988 veröffentlichte er seine erste CD “SANGIT OM – TRUE STORIES”  bei Nightingale Records, wo auch die ersten Aufnahmen von Anugama, Karunesh und Kamal erschienen. Es folgten 3 weitere CDs für Nightingale Records. Später wechselte er zu anderen Musiklabels. So veröffentlichte er 6 weitere CDs für das holländische Label OREADE und 3 CDs für EMI unter dem Label “New Spirit”. Außerdem betreute er als Produzent und Musiker zahlreiche Veröffentlichungen anderer Künstler.
Seit 2002 lebt Stefan Petersilge in Griechenland, wo er als Musiker und Musikproduzent tätig ist, sowie Seminare und Workshops zum Thema Musik und Tanz veranstaltet.

## Eigene Veröffentlichungen
- True Stories (1988 Nightingale)
- Dimensions Of Life (1991 Nightingale)
- Changing (1992 Bauer)
- Bamboo Moon (1994 Nightingale)
- Inspiration (1997 Nightingale)
- New Spirit / Women Of Power And Grace (1998 EMI)
- New Spirit / Music For Yoga (1998 EMI)
- New Spirit / Star Contact (1998 EMI)
- Midwinter´s Dream (1999 Oreade)
- The Feng Shui Effect (2000 Oreade)
- It´s time to say good night (2001 Kreuz)
- Tender Moments (2000 SANGIT OM)
- The Spirit Of Tai Chi (2002 Oreade)
- Songs from the Heart (2007 Oreade)
- Qui Gong (2009 Oreade)
- The Spirit of Yoga (2010 Oreade)

## Mitwirkung als Musiker und Produzent
- Luna „Moving Moments“ (1989 Nightingale)
- Bindu „Zenrise“ (Fønix 1989)
- Bindu „Time For Living“ (Fønix 1990)
- Prabodhi „Muktinath“ (Nightingale 1990)
- Ahura „Whirling“ (Nightingale 1990)
- Suresha Hill „Secrets“ (Nightingale 1991)
- Ahura „Sufi´s Vision“ (Nightingale 1992)
- Chinmaya Dunster „Spiral Dance“ (Nightingale 1993)
- Chinmaya Dunster „Behind the Veil“ (1994 Original Face)
- Henry Marshal „Mantras I -III“ (1992–1998 Oreade)
- Christian Salvesen „Past Life“ (1994 Aquarius)
- Asires „There Is a Light“ (1995 Asires Music)
- Chinmaya Dunster „Far In“ (1995 Nightingale)
- Luna „Time Dreaming“ (1995 Nightingale)
- Nick „Picnic On Thin Ice“ (1996 Nightingale)
- A.Kalemakis “Akrites Tou Notou” (2005 Aerakis)
- Susanna Heilmayr „Simsala...“ (Kinderlieder) (2009 Residenz-Verlag)
- Arun „Fly like the Wind“ (2009 UH-Musik)
- Lucia Licht „Mantras – Prayers of Silence“ (2009 Ognamo Media)
- Arun „1000 Ways“ (2011 UH-Music)